# Deltec

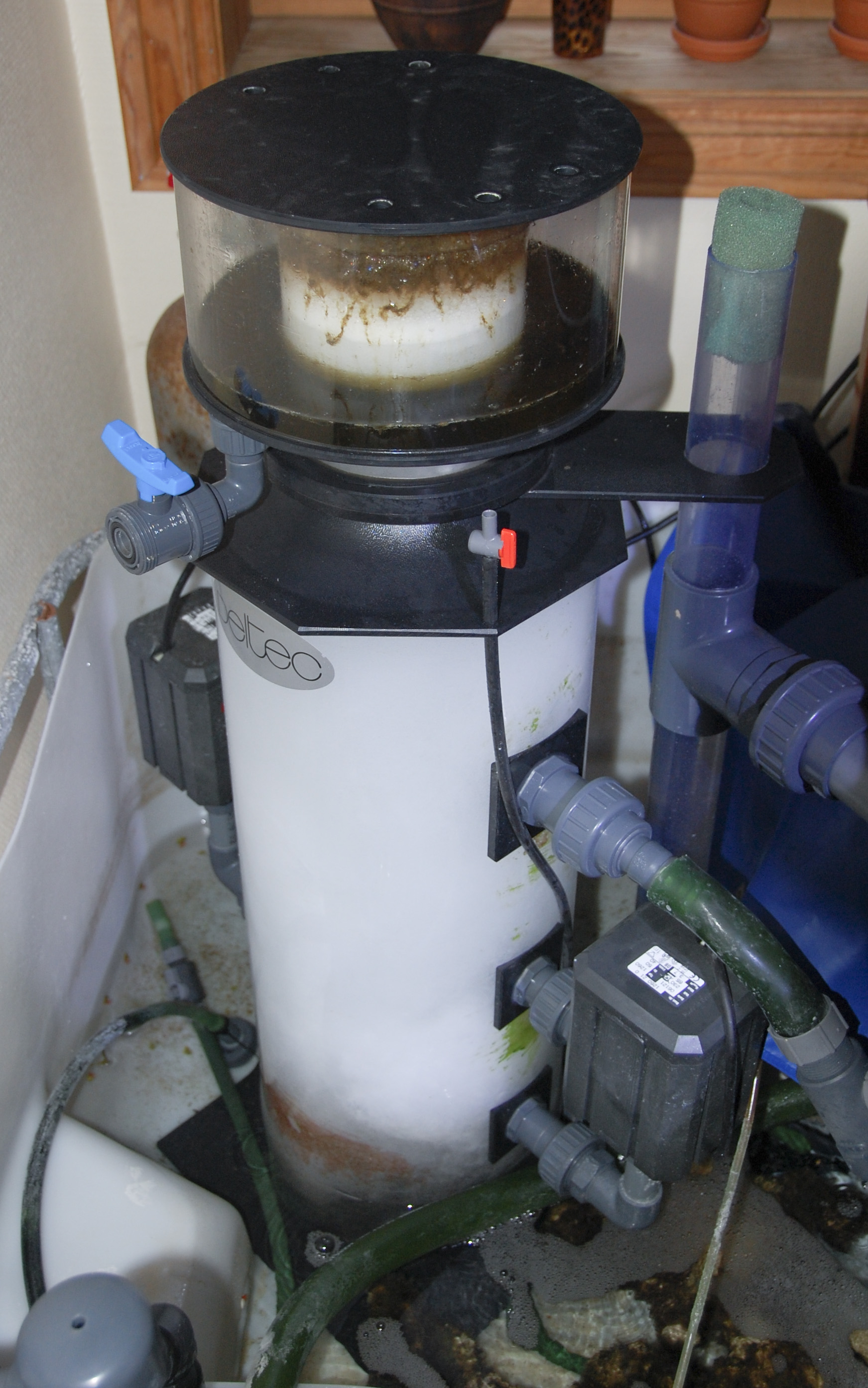
Deltec proteinskummare.

Deltec är en tysk producent av akvariumutrustning till främst saltvattenakvarium. Bland annat produceras proteinskummare,  kalciumreaktorer, fosfatreaktorer och kalkvattenblandare.